# 大逃出
《大逃脫》（： Daetalchul）是韓國tvN推出的以密室逃脫為題材的綜藝節目，由《The Genius》、《Society Game》製作人鄭鐘然和幕後團隊創作，節目成員包括姜鎬童、金鍾旼、金東炫、神童、柳炳宰及P.O。出演者在節目組設置的各種主題下的超大型室內外封閉場景中通過觀察、解謎發現線索，推動遊戲劇情，從而逃出密室。每次逃出挑戰均不設時間限制，直至全員成功從密室逃出為止。2019年、2020年、2021年相繼推出第二季、第三季、第四季大逃出。該系列節目為tvN耗資最高的綜藝節目，制作组美术部门凭第三季節目获得百想艺术大奖电视部门艺术奖，是历史上首次获此殊荣的韩国综艺制作部门。台灣由 myVideo 於2021年7月13日上架播出。

## 節目成員
| 姓名（藝名）   | 姓名（藝名） | 出生日期       | 職業                     |
| 漢字           | 諺文         | 出生日期       | 職業                     |
| 姜鎬童         |              | 1970年6月11日  | 主持人、喜劇演員         |
| 金鍾旼         |              | 1979年9月24日  | 歌手（高耀太成員）       |
| 金東炫         |              | 1981年11月17日 | 綜合格鬥選手             |
| 申東熙（神童） | （）         | 1985年9月28日  | 歌手（Super Junior成員） |
| 柳炳宰         |              | 1988年5月6日   | 演員、節目作家           |
| 表志勳（P.O）  | （）         | 1993年2月2日   | 歌手（Block B成員）      |

## 節目形式
每期進行逃出挑戰前，成員先在車上集合。自第二次挑戰（第三集）起，節目組會因應上一期各成員的表現指派該期隊長，隊長會獲發臂章。其後成員會戴上眼罩，由工作人員帶領進入大型密室中的房間，成員在完成節目組的指令後才可除下眼罩。在每次挑戰中，成員需運用房間內的線索逐步探索各個空間，直至全員逃出密室為止。
每次挑戰均設有不同主題，成員會在探索期間從線索得知背景故事的來龍去脈。除了尋找線索及破解機關外，成員或需與工作人員扮演的故事角色互動（如幫助角色尋找物件、帶領角色逃走等），才可成功逃出密室。

## 節目列表
| 集數 | 播出日期      | 隊長   | 場景 （實際地點）                                       | 內容 | 結果                                               |
| 1    | 2018年7月1日  | 不適用 | 私人賭場 （仁川工業區Iljin Electric Incheon廢棄工廠）   | 內容 - 成員事前會面與個別採訪。 - 全員進入倉庫後開場。 - 金鍾旼打開秘密之門（全員從倉庫→秘密之房） - 柳炳宰發現槓桿，P.O拉動打開倉庫門（全員從秘密之房→倉庫→社長室） - 神童以鑰匙打開門（全員從社長室→CCTV房） - 金東炫利用高爾夫球桿從社長室內的魚缸撈起籌碼，連同書桌上錶起的籌碼共獲得兩個籌碼。 - 神童按電話按鍵，桌子降下進入（全員從社長室→VIP遊戲室） | 結果 逃脫成功 總耗時為8小時52分31秒。              |
| 2    | 2018年7月8日  | 不適用 | 私人賭場 （仁川工業區Iljin Electric Incheon廢棄工廠）   | 內容 - 金鍾旼以密碼打開地下當鋪的門（全員從VIP遊戲室→地下當鋪） - 姜鎬童打開書櫃，隨後全員從月曆上找到開門密碼（全員從地下當鋪→大型遊戲房） - 姜鎬童拉出大型遊戲房的小房間露出的繩子，意外發現崔浩久，另外還發現打開內藏炸雞的保險櫃密碼。 - 神童、柳炳宰與P.O拉下開關打開無人遊戲系統，金鍾旼對著話筒說出正確《老千》台詞登入系統。 - 神童前往CCTV房設定機器操控遊戲結果，柳炳宰投入在社長室找到的籌碼開始高股息骰子遊戲，全員勝出遊戲獲得2億元硬幣。 - 柳炳宰把2億元硬幣交予崔浩久，獲得出口鑰匙提示，神童於賭桌下找到鑰匙（全員從大型遊戲房→安檢台） - P.O穿過逆向輸送帶，並停止輸送帶動作（全員從安檢台→出口逃脫成功） | 結果 逃脫成功 總耗時為8小時52分31秒。              |
| 3    | 2018年7月15日 | 神童   | 廢棄醫院 （京畿道坡州市前美軍基地）                     | 內容 - 全員分成兩組進入不同房間後開場。 - 神童找到電燈開關而開燈，金鍾旼從無頭屍體手中找到鑰匙。 - 金東炫伸手打開反鎖的門，P.O從屍體身上找到鑰匙串（神童、金鍾旼從205號個人病房→大病房，與其餘四人會合） - 姜鎬童打開204號門（全員從204號單人病房→鐵窗→戶外雲梯→208號個人病房→走廊→食堂） - 金東炫從洗手盆找到鑰匙，金鍾旼發現掉落於地上的手機， - 姜鎬童發現冰箱人頭內的院長室鑰匙（全員從食堂→院長室） - 柳炳宰院長室工作櫃內找到手機充電器。金鍾旼找桌子底下工作包 - 柳炳宰從錄影帶發現院長室中的密室開門密碼（全員從院長室→密室） | 結果 逃脫成功 總耗時為約8小時。                    |
| 4    | 2018年7月22日 | 神童   | 廢棄醫院 （京畿道坡州市前美軍基地）                     | 內容 - 姜鎬童打開智慧積木，解開拼圖，獲得額外資訊（全員從密室→樓梯→一樓大堂→警衛室→第一研究室） - 全員找到院長ID卡（全員從第一研究室→秘密研究室） - P.O、神童與柳炳宰先後按下五個按鈕，依次序開燈、打開監獄A及B的門、釋放催眠氣體、打開秘密工作室門（全員從秘密研究室→秘密工作室） - 神童吹笛子（全員從秘密工作室→秘密研究室→警衛室→逃生門→院長室） - 神童、P.O與柳炳宰再次前往秘密工作室，柳炳宰更換碳粉盒，取回未印完的樂譜與報告。 - 姜鎬童發現該曲是高耀太的《純情》（全員從院長室→食堂） - 神童以笛子演奏高耀太的《純情》，姜鎬童解開院長身上的鎖，全員帶院長喪屍前往逃生門前進行指紋辨識（全員從逃生門→出口逃脫成功） | 結果 逃脫成功 總耗時為約8小時。                    |
| 5    | 2018年7月29日 | 姜鎬童 | 韓國基因銀行 （京畿道加平郡清心平和世界中心地下停車場） | 內容 - 全員進入待機室後開場。 - 全員從姜鎬童牛仔褲的標籤下，發現鑰匙插入金東炫找出的磁鐵孔中，打開待機室門。 - 全員乘坐高球車前往A區門外，金鍾旼在高球車找到A區門卡（全員從待機室→A區） - 全員填寫申請表，完成後系統自動給予B區通行卡（全員從A區→B區） - 全員進行基因能力測試（分有語言、平衡、運動等），完成後系統自動告知至待機室準備採取DNA（全員從B區→待機室） - 全員依序採集基因（全員從待機室→依序進入採集室→B區） - 系統故障，大樓封鎖，正式開始密室逃脫（全員從B區→分析室） - 金鍾旼從手機殼中找到D區門卡（全員從分析室→D區） - 柳炳宰通過D區會議室秘密通道進入DNA儲藏室，打開密碼鎖門（全員從D區→DNA儲藏室） - 神童用試算表記錄於開場待機室發現的數字板，並找出金庫密碼，全員獲得核桃餅乾、披薩、果醬炸雞塊各一盤，以及E區門卡。 | 結果 逃脫成功 總耗時為7小時45分2秒。               |
| 6    | 2018年8月5日  | 姜鎬童 | 韓國基因銀行 （京畿道加平郡清心平和世界中心地下停車場） | 內容 - P.O用門卡打開E區門（全員從D區→E區） - 金東炫觸碰激光，前方地板升起成傾斜通道。 - 神童在傾斜通道上翻滾至盡頭，按下牆壁按鈕使通道下降（全員從E區→秘密研究室） - 全員發現關在玻璃室的「兒子」；神童啟動藍牙激光鍵盤獲得電腦密碼提示；姜鎬童發現X光片，得知「兒子」體內藏有C區門卡。 - 柳炳宰利用密碼提示拼出英語單詞，成功登入電腦以打開玻璃室門，救出「兒子」（全員從E區秘密研究室→C區門外） - 神童發現成員的二維碼手帶能組成文字，P.O提出按照成員的登記號碼升序排列整理。 - 全員抬起「兒子」以其藏在屁股位置的門卡打開C區門（全員從C區門外→C區） - 神童找出C區內上鎖玻璃室門鎖密碼，成功打開密碼鎖，全員帶「兒子」上車離開（全員從C區→上鎖玻璃室→出口逃脫成功） | 結果 逃脫成功 總耗時為7小時45分2秒。               |
| 6    | 2018年8月5日  | 金東炫 | 巫師天海明的別墅 （京畿道南楊州市某偏遠地區別墅）       | 內容 - 全員按年齡分成兩組進入不同房間後開場。 - 兩組均於背包找到對講機及神秘同好會「鬼愛會」體驗說明書，另弟弟組於背包找到寫上篆書體密碼門暗號的紙張，哥哥組則找到三個方形鐵框架。 - 神童於壁櫥裡的吸塵機內找到菱形鐵框架。 - 柳炳宰以對講機向哥哥組描述三個篆書體密碼提示，哥哥組將三個鐵框架插進文字相應門孔，成功打開閣樓門。 | 結果 逃脫成功 總耗時為多於8小時。                  |
| 7    | 2018年8月12日 | 金東炫 | 巫師天海明的別墅 （京畿道南楊州市某偏遠地區別墅）       | 內容 - 哥哥組用鐵框架鑰匙打開閣樓門（哥哥組從3樓閣樓(2)→3樓走廊） - 金東炫提出可經過窗戶傳送鐵框架，金鍾旼提議透過連接兩間閣樓窗戶的草繩傳送鐵框架予弟弟組，姜鎬童發現3樓閣樓(1)旁邊的房間（哥哥組從3樓走廊→閣樓倉庫） - 姜鎬童把三個鐵框架綁在草繩的一端，神童於3樓閣樓(1)拉動草繩的另一端獲得鐵框架，弟弟組用鐵框架鑰匙成功打開閣樓門（弟弟組從3樓閣樓(1)→3樓走廊，與哥哥組會合→全員前往3樓客廳） - 金鍾旼於茶几上發現筆仙及筆記本，獲得天海明的相關資訊及其他提示，並於旁邊的背包找到拍立得相機及照片。 - 神童進入音樂鑑賞室，房內的收音機自動開啟及換台，播出四名大學生（故事主角）及六名節目成員失蹤的新聞報道（全員從3樓客廳→音樂鑑賞室→3樓客廳） - 全員觀看拍立得照片後，神童與金東炫嘗試招筆仙但無結果，其後全員從招筆仙紙張上的筆跡得出單詞：七歲、書名、修訂版。柳炳宰揭開在閣樓倉庫內找到的修訂版英語辭典，發現內藏第二個菱形鐵框架鑰匙。 - 姜鎬童由P.O陪同下進入充滿蜘蛛網的房間，找到第三個菱形鐵框架鑰匙，成功打開連接梯間的門（全員從3樓走廊→樓梯→2樓走廊→2樓客廳→廚房） - 金鍾旼發現在電磁爐上的一鍋鮑魚粥，姜鎬童在冰箱內找到泡菜（全員從廚房→骨灰盒房間） - P.O打開名字為「朴哭聲」的骨灰盒，發現未顯示來電號碼撥入的手機及用血寫上八個數字的紙（全員從骨灰盒房間→姜鎬童、金鍾旼進入玩偶的房間；其餘四人進入巫師的房間） - 神童與柳炳宰用血字寫的密碼扭動密碼鎖打開保險櫃，發現內藏三口之家全家福、肇事逃逸事件剪報、紙條（全員集合於2樓客廳→更衣室） - 金鍾旼打開最右邊被符咒封印的衣櫃門，姜鎬童發現裡面有名字為「金咒怨」的骨灰盒，其後姜鎬童再打開最左邊被符咒封印的衣櫃門，發現一套韓服，由柳炳宰穿上（全員從更衣室→2樓客廳） - 全員再次閱讀從保險櫃找到的線索，姜鎬童在全家福發現孩子抱著玩偶，金鍾旼在玩偶的房間找到該玩偶，柳炳宰提議把玩偶放在金咒怨的骨灰盒旁（全員從2樓客廳→更衣室） - 姜鎬童把玩偶放在金咒怨的骨灰盒旁，下方抽屜打開，發現內藏圓腳鐵框架鑰匙。 | 結果 逃脫成功 總耗時為多於8小時。                  |
| 8    | 2018年8月19日 | 金東炫 | 巫師天海明的別墅 （京畿道南楊州市某偏遠地區別墅）       | 內容 - 全員在更衣室獲得鐵框架鑰匙後，轉往空蕩蕩的房間。 - 金鍾旼發現一邊牆壁能動，姜鎬童敲破牆壁，發現牆後的密室。 - 當金鍾旼進入密室時，牆壁才會往前移動呈現巨石頭像。柳炳宰使用骨灰盒房間內找到的手機中的內置軟件錄下巨石頭像的聲音，倒著播放聲音獲得密碼（全員從密室→3樓音樂鑑賞室） - 柳炳宰使用手機內置軟件錄下磁帶聲音，倒著播放聽到女聲說出「請記住我的名字」（全員從音樂鑑賞室→2樓客廳） - 柳炳宰發現朴哭聲為「肇事逃逸事件」裡母親的名字，姜鎬童從紙條發現父親名字為「金奇談」。 - P.O伸手進走廊盡頭的小洞裡，獲得第二個圓腳鐵框架鑰匙（全員從客廳→巫師的房間） - 柳炳宰移開屏風，發現後方牆壁有掛著數字密碼鎖頭的小門。神童以巨石頭像讀出的數字打開門鎖，發現門後的密室，金鍾旼進入密室找到第三個圓腳鐵框架鑰匙（全員從巫師的房間→廚房） - 姜鎬童推斷盛著鮑魚粥的鍋藏有提示，把剩餘的粥盛出來後發現鍋底刻有篆書體密碼門暗號，神童、柳炳宰、金東炫用鐵框架鑰匙打開連接梯間的門（全員從2樓→樓梯→1樓） - 金鍾旼、柳炳宰拉開布簾，撕走牆上所有符咒發現牆上寫有「請記住我的名字」。神童提議尋找寫有其他字的符咒，金東炫發現部分符咒隱含韓文母音或子音，姜鎬童憑音節拼出「地下室」。P.O拆走佛像下方的裝飾物發現按鈕，按下按鈕使佛像移動，打開通往地下室的秘密通道（全員從1樓→地下室） - 朴哭聲的鬼魂首先出現，成員說出朴哭聲的名字後召喚出金奇談的鬼魂，說出金奇談的名字後再召喚出金咒怨的鬼魂。成員答應幫助三名鬼魂離開別墅，獲得廚房冰箱門鑰匙（全員從地下室→1樓廚房） - 金鍾旼用鑰匙打開冰箱門，發現內藏天海明的骨灰盒。柳炳宰打開骨灰盒，獲得三個大型鐵框架鑰匙及寫有密碼提示的紙條。神童解開提示，將三個鐵框架插進文字相應門孔，成功打開大門（全員從1樓→出口逃脫成功） | 結果 逃脫成功 總耗時為多於8小時。                  |
| 9    | 2018年8月26日 | 姜鎬童 | 地堡 （釜山蓮堤區防空洞）                               | 內容 - 全員進入居住空間後開場。 - 全員遇見房間裡的張醬缸，金鍾旼發現張醬缸手臂上的紋身後，全員觀察張醬缸身上的紋身發現地堡地圖及三個母音提示。P.O推斷三個母音代表「枕頭裡」，柳炳宰於張醬缸房間裡的枕袋找到鑰匙。 - P.O以枕袋裡的鑰匙打開第一個衣櫃門，發現槍和第二條鑰匙；第二個衣櫃內藏有數隻蝴蝶及第三條鑰匙；第三個衣櫃內藏有姜鎬童的生日蛋糕，蛋糕其後炸開，發現內藏第四條鑰匙；第四個衣櫃實質為秘密通道（全員從居住空間→劇院） - 全員觀看四段影片，柳炳宰發現影片中閃過文字，全員把影片中的文字組成密碼，打開劇院的門（全員從劇院→菜園） - 金鍾旼剝開玉米發現內藏綁上英文字母牌的糯米腸，成員各自剝開玉米尋找字母牌，金東炫發現雞籠裡被稻草覆蓋的字母牌，神童推斷出正確密碼打開GATE 1（全員從菜園→食品倉庫→GATE 1→治療室） | 結果 逃脫成功 總耗時為多於4小時30分。              |
| 10   | 2018年9月2日  | 姜鎬童 | 地堡 （釜山蓮堤區防空洞）                               | 內容 - P.O提議抬起桌布，全員反轉桌布時發現背面的圖案，神童從圖案發現GATE 2密碼（全員從治療室→GATE 2→遊戲室） - 張醬缸挑戰籃球機，金東炫挑戰大錘遊戲機及拳擊遊戲機，成功達到目標分數後獲得數字密碼提示。 - 神童發現寫著故障的飛機遊戲機會顯示排名表，柳炳宰從首五名的名字找出密碼，成功打開母親的房間門（全員從遊戲室→母親的房間） - 柳炳宰觸摸牆上地圖，發現地圖上的文字後方有刻字，把地圖剪開後發現刻字為GATE 1至GATE 3的密碼（全員從母親的房間→GATE 3→保安室） - 柳炳宰負責計算保安室門顯示屏的數學題，全員輪流負責按下每題答案的按鈕使保安室門往後退，完成七道題目後成功打開保安室門，發現內藏保險櫃。 - 全員利用在遊戲室挑戰遊戲機時獲得的三個數字密碼提示，嘗試組合出四位密碼打開保險櫃，獲得張醬缸母親的親筆信及印有圖案的膠片（全員從保安室→FINAL GATE） - 全員把膠片放在張醬缸的背上，使圖案與畫在張醬缸背上的地圖重疊，P.O從圖案發現數字密碼，打開密碼鎖門。金東炫與姜鎬童轉動鐵門手柄，成功打開鐵門（全員從FINAL GATE→出口逃脫成功） | 結果 逃脫成功 總耗時為多於4小時30分。              |
| 11   | 2018年9月9日  | 柳炳宰 | 太陽女高 （京畿道龍仁市某廢棄學校）                     | 內容 - 全員進入2年1班教室後開場。 - 在世界史遂行評價考試期間，全員偷看具夏莉與金美拉互傳的紙條，得知二人相約前往保健室。其後因被老師發現，具夏莉與金美拉需前往諮詢室。 - 當老師與其他女學生離開教室後，柳炳宰在許莎拉的儲物櫃裡找到具夏莉、許莎拉、金美拉的合照，姜鎬童發現照片背面的文字，得知許莎拉失蹤的消息。 - 金鍾旼在點名簿發現許莎拉因無故缺席二十次以上而被開除學籍，另有數名學生已轉學，神童則發現老師的名字為季可疑（全員從2年1班教室→諮詢室） - 金鍾旼發現桌上的世界史試卷答案，金東炫在垃圾桶內找到具夏莉與金美拉互傳的紙條，以及桌面上兩瓶已喝掉的「犯困G」，P.O在紙箱上找到具夏莉、許莎拉、金美拉的學生諮詢記錄簿（全員從諮詢室→保健室） - 金鍾旼在季保隣老師的白袍口袋裡找到內容為尋找基地密碼的紙條，金東炫推斷白板上的標準體重表會有擦不掉的數字，P.O把筆跡擦走後發現白板上剩餘四個數字。 - 神童用P.O找到的窗簾掛鈎打開保險櫃，發現內藏清醒劑及寫有使用注意事項的紙條（全員從保健室→圖書館） - 神童發現其中一個書架為獨立分開，金鍾旼把書架向上拉開發現密碼鎖門，成員用保健室白板上的四位數字打開密碼鎖門（全員從圖書館→秘密基地） - 全員觀看儲存於電腦的祭祀儀式現場影片，神童發現告示板上的偶像海報覆蓋著太陽女高的情報及2樓地圖，柳炳宰找到儲存於電腦的太陽教祭祀儀式概括筆記，全員練習祭祀儀式咒語（全員從秘密基地→圖書館） - 全員目睹太陽教信徒抬著昏迷的金美拉前往樓上，期間季保隣老師把鑰匙串掉在地上。 | 結果 逃脫成功 總耗時為多於4小時。                  |
| 12   | 2018年9月16日 | 柳炳宰 | 太陽女高 （京畿道龍仁市某廢棄學校）                     | 內容 - 姜鎬童與P.O前往諮詢室拿走放在角落的高爾夫球桿，姜鎬童其後拿走圖書館裡的竹刀，期間神童開門協助P.O進入秘密基地，P.O拿走禮物包裝繩。 - 姜鎬童利用綁在一起的竹刀及高爾夫球桿獲得位於鐵閘外地上的鑰匙串，柳炳宰使用最大的鑰匙成功打開鐵閘（全員從1樓走廊→小賣店→更衣室） - 金鍾旼撥開煙灰缸裡的沙子，沙子下沉露出按鈕，金鍾旼按下按鈕打開密室門（全員從更衣室→犧牲品等候室） - 全員發現昏迷的具夏莉，柳炳宰噴灑清醒劑喚醒具夏莉。神童在金美拉的背心口袋發現鑰匙，成功打開通往2樓的鐵閘（全員從犧牲品等候室→2樓→祭祀準備室） - 全員發現被繃帶包裹著的金美拉，期間季保隣老師進入祭祀準備室提醒成員躲藏到布簾後，信徒們把金美拉抬走。 - 金鍾旼潛入信徒生活館拿走七套信徒的長袍（全員從祭祀準備室→1樓） - 姜鎬童發現小賣店裡寫著故障的自動販賣機有鑰匙孔，使用鑰匙串其中一條鑰匙打開自動販賣機，發現秘密研究室（全員從小賣店→秘密研究室） - 柳炳宰發現製藥筆記，全員拿走實驗桌上的「犯困G」（全員從秘密研究室→2樓→信徒生活館→祭祀準備室→秘密基地） - 全員重看祭祀儀式現場影片制定對策，並複習祭祀儀式咒語（全員從秘密基地→2樓→神殿） - 柳炳宰假裝暈倒引起信徒們的注意，期間姜鎬童與金東炫掩護P.O把「犯困G」倒進聖水。 - 儀式結束前，大祭司與信徒們因藥力生效暈倒。柳炳宰使用清醒劑喚醒金美拉及季保隣老師，獲得出口提示。 - 柳炳宰根據試卷答案解開象形文字機關，成功打開神殿逃生門（全員從神殿→密室） - 神童撕開牆上紙張，發現牆上佈滿昆蟲的洞，金東炫伸手進洞獲得密室窗戶鑰匙，成功打開窗戶（全員從密室→天台） - 神童從天台跳下，打開學校大門（全員從大門→出口逃脫成功） | 結果 逃脫成功 總耗時為多於4小時。                  |
| 13   | 2018年9月23日 | 不適用 | 第二期地點 （京畿道坡州市前美軍基地）                   | 介紹過去集數的場景設計、逃出挑戰回顧、節目成員訪談 | 介紹過去集數的場景設計、逃出挑戰回顧、節目成員訪談 |

## 收視率
| 集數   | 播出日期   | AGB尼爾森收視率 | AGB尼爾森收視率 | AGB尼爾森收視率 | AGB尼爾森收視率 |
| 集數   | 播出日期   | 大韓民國 (全國) | 排行            | 排行            | 首爾 (首都圈)   |
| 集數   | 播出日期   | 大韓民國 (全國) | 所有節目        | 綜藝節目        | 首爾 (首都圈)   |
| ------ | ---------- | --------------- | --------------- | --------------- | --------------- |
| 1      | 2018/07/01 | 1.397%          | 26              | 3               |                 |
| 2      | 2018/07/08 | 1.626%          | 11              | 3               |                 |
| 3      | 2018/07/15 | 1.765%          | 9               | 4               | 2.115%          |
| 4      | 2018/07/22 | 1.557%          | 13              | 4               |                 |
| 5      | 2018/07/29 | 1.699%          | 7               | 2               | 1.969%          |
| 6      | 2018/08/05 | 1.776%          | 6               | 2               | 1.801%          |
| 7      | 2018/08/12 | 1.863%          | 7               | 2               | 2.016%          |
| 8      | 2018/08/19 | 1.641%          | 7               | 2               | 1.938%          |
| 9      | 2018/08/26 | 2.225%          | 6               | 2               | 2.460%          |
| 10     | 2018/09/02 | 2.135%          | 5               | 2               | 2.304%          |
| 11     | 2018/09/09 | 2.230%          | 6               | 3               | 2.567%          |
| 12     | 2018/09/16 | 2.036%          | 9               | 3               | 2.494%          |
| 導演版 | 2018/09/23 | 1.107%          | 27              | 5               | %               |

- 收視最低的集數以藍色表示，收視最高的集數以紅色表示，而空格則表示該集的收視沒有相關數據。

## 備註
1. ↑  若成員逃脫後沒有顯示總耗時，則以節目接近完結前顯示之時間推算總耗時。
2. ↑  成員提及本集實際拍攝日期為2018年5月28日。
3. ↑  地址為인천광역시 동구 인중로 547。
4. ↑  但內藏炸雞的保險櫃遺留在社長室中。
5. ↑  因在此賭博欠2億元的債，而被迫簽下放棄身體的契約，繼而被囚禁在大型遊戲房的小房間中。全員先前於秘密之房桌上的記錄中，得知崔浩久的存在。
6. 1 2  地址為경기도 파주시 조리읍 봉일천리 79-201。
7. ↑   金鍾旼、神童為黑暗的205號單人病房；姜鎬童、金東炫、柳炳宰、P.O為大病房。
8. ↑  活屍開始追擊全員。
9. ↑  另一被綁活屍衝出。
10. ↑  院長自拍影片留下最後訊息，得知院長室有密室且其中有安全相關消息。
11. ↑  神童率領全員將錄影帶排入書櫃後，轉頭看錄影帶空白處得到「630」。
12. ↑  需要院長的指紋才能打開。
13. ↑  청심평화월드센터，地址為京畿道加平郡雪嶽面彌沙裏路258
14. ↑  本集連續播出第三次逃出挑戰下半部及第四次逃出挑戰開場部分，兩次挑戰實際拍攝日期相隔兩星期。
15. ↑  利用六名成員的基因培養而成的人造人，但只遺傳成員們的劣性基因，因研究失敗而被韓國基因銀行決定廢除。
16. ↑  神童首先從二維碼發現第一組密碼，金東炫其後發現第二組密碼，神童解開正確密碼為兩組密碼合二為一。
17. ↑  本期篇名為「惡靈監獄」。
18. ↑  弟弟組（神童、柳炳宰、P.O）為3樓閣樓(1)；哥哥組（姜鎬童、金鍾旼、金東炫）為3樓閣樓(2)。
19. ↑  其後金鍾旼嘗試播放收音機內的磁帶但無法聽出內容，神童與柳炳宰曾提議把磁帶倒著播放，但只聽到雜音。
20. ↑  成員用餐期間，骨灰盒房間內一直傳來電話鈴聲。
21. ↑  名字參考自2016年上映的韓國神魔懸疑片《哭聲》。
22. ↑  成員閱讀剪報期間，更衣室傳來孩子哭聲。
23. ↑  名字參考自2003年上映的日本恐怖電影《咒怨》。
24. ↑  名字參考自2007年上映的韓國恐怖電影《奇談（朝鲜语：기담）》。
25. ↑  原本僅由神童與柳炳宰把鐵框架鑰匙插進門孔，但當插上兩個鐵框架後，門後傳來敲門聲把成員嚇跑，最後由金東炫插上第三個鐵框架。
26. ↑  金奇談家族的鬼魂實質為全息投影。
27. ↑  地址：부산광역시 연제구 연산동 2018-133 일대
28. ↑  張東民飾演，地堡的主人。為了躲避核戰而藏身於地堡，但患有失憶症，每天醒來後會失去記憶，因此以紙條及紋身記下重要的事情。
29. ↑  三個母音提示為「ㅂㄱㅅ」，而「枕頭裡」的韓文為「베게속」。
30. ↑  拍攝當天為姜鎬童的生日。
31. ↑  第二至四段影片閃過的文字為FIVE、EIGHT、TWENTY，由此組成密碼「5820」。
32. ↑  成員發現的字母為L、A、N、G，惟沒有發現雞籠裡還藏有字母E，張醬缸提出密碼應為ANGEL，神童推斷出密碼為「1004」（與韓文的「天使」發音相同）。
33. ↑  桌布黑色部份代表數字，白色部份代表空白處，得出密碼為「2538」。
34. ↑  實際密碼提示順序為拳擊遊戲機、大錘遊戲機、籃球機、足球機，因成員無法達到足球機的目標分數，只獲得首三個數字「830」
35. ↑  把水平顯示的三位名字改以垂直角度看，得出FIFTY、SEVEN、EIGHT，由此組成密碼「5078」。
36. ↑  膠片與地圖重疊後，從空白處得出密碼「6352」。
37. ↑  地址為：경기도 용인시 처인구 원삼면 죽능리 216 附近
38. ↑  李恩智飾演。
39. ↑  混入安眠藥的健康飲料。
40. ↑  이수정飾演。
41. ↑  神童當時獨自前往秘密基地取微波爐。
42. ↑  信徒提及祭祀儀式於十分鐘後開始。
43. ↑  季保隣老師因是季可疑老師（大祭司）的女兒，故沒跟隨成員離開。

## 外部連結
- tvN官方網站 （页面存档备份，存于）
- 大逃出-DAUM
- 官方YouTube （页面存档备份，存于）
- 大逃出-NAVER （页面存档备份，存于）
- 官方Instagram

| · 星期日 22:40 - 00:15 (次日) (KST) | · 星期日 22:40 - 00:15 (次日) (KST)      | · 星期日 22:40 - 00:15 (次日) (KST) |
| --- | ---------------------------------------- | ----------------------------------- |
| | 大逃出 （2018.07.01 - 2018.09.23）       |                                     |
| 善茶坊 （2018.04.01 - 2018.06.24） | 新西遊記5 （2018.09.30 - 2018.10.28）    |                                     |
| 臺灣 / 香港 / 马来西亚 / 新加坡 / 印度尼西亞 / 菲律賓 / 緬甸 / 泰國 / 柬埔寨 · tvN Asia · 9月22至29日 23:05 - 01:50 （两集连播） (UTC+8) · 10月6日起 , 星期六 23:05 - 00:30(UTC+8) |                                          |                                     |
| — | 大逃出 （2018年9月22日 - 2018年12月1日） | —                                   |
| 臺灣 中天綜合台 星期日 20:00 - 21:30 |                                          |                                     |
| 2018中国好声音（重播） （2018.12.29 - 2020.03.22） | 大逃出 （2020.03.29 - 2020.5.31）        | 2019中国好声音 （2020年5月24日－）  |